# Loi anti-gaspillage pour une économie circulaire
Lire en ligne

Lire sur Légifrance

La loi anti-gaspillage pour une économie circulaire (Agec) ou loi no 2020-105 du 10 février 2020 relative à la lutte contre le gaspillage et à l'économie circulaire est une loi française promulguée le 10 février 2020.

## Objectif
La loi anti-gaspillage pour une économie circulaire (Agec) vise notamment à « [interdire] la destruction de matériel invendu, propose d’introduire un « indice de réparabilité » des appareils électriques et électroniques, ou d’obliger les vendeurs à indiquer si les pièces détachées pour les réparer sont disponibles ou non », prévoit « une meilleure organisation des filières de gestion des déchets dans le bâtiment, au cœur de la problématique des décharges sauvages, et crée six nouvelles filières de « responsabilité élargie du producteur » (REP), dont le tabac, les lingettes sanitaires, les articles de bricolage et de jardinage, ou encore de sport, comme les vélos ». The New York Times relève en particulier que la loi prévoit l'interdiction de l'incinération des produits neufs invendus, ce qui fait de la France la première à adopter une telle mesure selon l'ancien Premier ministre Édouard Philippe.

## Adoption
En décembre 2019, l'adoption à l'Assemblée nationale d'un amendement au projet de loi ayant pour objectif d’interdire la « mise sur le marché des emballages plastiques à usage unique d’ici 2040 », suscite des critiques sur le délai choisi au sein de la classe politique et de la part de certains journalistes. L'association Zero Waste France déplore le fait que « les amendements qui permettent de tenir l'objectif d'interdiction des plastiques à usage unique pour 2040 n'ont pas été votés en commission par la majorité »,.

## Mise en application
Le 1er janvier 2021, les confettis en plastiques, les pailles, les couverts en plastiques sont interdits de ventes, alors que les assiettes et les verres en plastique et les coton-tiges étaient interdits un an plus tôt.
Le 1er janvier 2022, les produits non alimentaires invendus ne peuvent être détruits par les magasins mais doivent être donnés, réutilisés ou recyclés,. Une partie importante des enseignes concernées respectent peu ou pas cette obligation lors de sa mise en place,. À la même date, les établissements recevant plus de 300 personnes simultanément ont pour obligation d'être équipés d'une fontaine à eau accessible aux visiteurs. Cette obligation est peu respectée en 2024,.
Le 1er janvier 2023, les enseignes de la restauration rapide (ainsi que les cafétérias et les restaurants d'entreprises) ont pour obligation d'utiliser de la vaisselle réutilisable et non jetable. À cette date d'entrée en vigueur, une partie significative des enseignes ne sont pas en capacités de respecter cette obligation, donnant lieu à une mise en conformité durant les premiers mois de 2023,. La fin de l'impression systématique du ticket de caisse devait être mise en place à la même date, mais est finalement mise en application le 1er août 2023, après avoir été repoussée une première fois au 1er avril 2023,.
Le 1er janvier 2024, l’obligation inscrite dans la loi de permettre le tri des biodéchets entre en vigueur pour les particuliers et les professionnels. Selon l'Agence de l'environnement et de la maîtrise de l'énergie (Ademe), seuls 20 millions de Français ont la possibilité de trier leurs biodéchets à cette date. Les collectivités qui ne mettent pas en application cette loi ne peuvent pas être l'objet de sanctions. Plusieurs intercommunalités, notamment à Lorient, Lyon et Poitiers, ont au contraire anticipé la mesure. À la même date, les fruits et légumes ne peuvent plus être emballés de film étirable, sauf exceptions comme les fruits rouges, les lots de plus de 1,5 kilogramme, les champignons ou la salade. Cette application entre en vigueur après deux tentatives de décrets d'applications.
Le 1er janvier 2025, les lave-linges neufs doivent être équipés de filtres pour les particules de microplastique, qui représentent une part significative de la pollution par le plastique des océans.

## Bilan
Selon un premier bilan produit après trois ans par cinq ONG (Zero Waste France, Surfrider Foundation Europe, Les Amis de la Terre, France Nature Environnement et No Plastic in my Sea), par « manque de volonté politique » la loi anti-gaspillage de 2020 est en échec : bien qu'elle ait fixé un objectif de réduction de 15 % des déchets ménagers et assimilés en 2030 par rapport à 2010, la production de déchets a au contraire encore augmenté, passant de 590 kg par habitant en 2010 à 611 kg en 2021 selon l'Agence de l'environnement et de la maîtrise de l'énergie (Ademe).
Ces ONG reconnaissent deux petites avancées : la généralisation des gobelets réutilisables dans les festivals et la suppression des pailles en plastique et des gobelets en polystyrène expansé. Mais elles dénoncent : 
- le manque d’agents de contrôles et le manque de sanctions (ex. : baisse de la répression des fraudes ; la DGCCRF a perdu 911 agents en 15 ans) ;
- le manque de moyens, par ex. : le volet obsolescence programmée de la loi AGEC se montre peu efficace (le bonus réparation semble encore trop faible pour inciter à faire réparer) ;
- un lobbying intense des industriels, qui a « détricoté » la loi. Ainsi : 
  - un décret d'application, mi-2023 a accordé 29 exemptions à l'interdiction d'emballage plastique pour les fruits et légumes,
  - les ONG en contestent le bien-fondé pour nombre de légumes (carottes, champignons, endives, pommes de terre),
  - gobelets et sacs en plastique à usage unique, bien qu’interdits, restent omniprésents et facilement disponibles à l'achat,
  - suppression des bouteilles en plastique, qui n'a vu qu'un quart des établissements recevant du public (ERP) mettre en place un dispositif de distribution gratuite d'eau. Selon l'Ademe, le nombre de bouteilles mises sur le marché a encore crû de 4 % entre 2021 et 2022.

Les ONG demandent en janvier 2024 :
- une instance de contrôle indépendante ;
- une deuxième loi Agec, alors qu'une mission d'évaluation parlementaire est en train d'évaluer la première ;
- une obligation pour les entreprises de mettre en place des « plans de prévention d'écoconception »[25].

À la fin du premier semestre de 2024, moins de 40 % des Français ont accès à des dispositifs de tri des biodéchets, alors que les collectivités territoriales ont l'obligation d'en mettre en place depuis le 1er janvier 2024.

## Limites de la loi
La loi favorise depuis 2022 les producteurs de la fast fashion à donner leurs invendus à des associations contre une réduction d'impôts égale à 60 % de la valeur des invendus. Selon une enquête de Disclose, les entreprises Shein, Décathlon et Kiabi figurent parmi les principaux bénéficiaires de cette loi. Pour Décathlon, la ristourne fiscale se monte à 709 000 € pour des invendus se chiffrant à 1,18 million d'euro pour 2024. Même si les invendus ne représentent que 0,01 % du chiffre d'affaires, le montant de la ristourne fiscale accordée à Décathlon triple entre 2021 et 2024, ce qui permet à l'entreprise de communiquer sur sa généreuse politique de dons envers de nombreuses associations. Pour Kiabi, le principe de la réduction fiscale a même été optimisé. La marque cède ses invendus à des boutiques solidaires Les Petits Magasins, une entité créée pour l'occasion qui ne distribue que des produits de Kiabi. En extrapolant les derniers chiffres connus, Disclose a estimé son gain fiscal à 15 millions d'euros pour l'année 2023. Pour Shein aucun chiffre n'a pu être avancé. En revanche au vu des prix de vente pratiqués et des  prix de production supposés, la démarche de surproduction devient rentable,,.
Outre la réduction fiscale, cette loi modifie aussi le principe même du recyclage des vêtements de seconde main. Depuis que les associations sont sollicitées pour les dons d'invendus, elles refusent pour certaines les dons de vêtements de seconde main en provenance des particuliers,,.
Par ailleurs le don des invendus est devenu tellement intéressant que des start-ups se sont lancées sur le créneau de la mise en relation entre les marques d'habillement et les associations, comme L'Agence du don en nature ou Dealinka,,.